# Drangedal
Drangedal és un municipi situat al comtat de Telemark, Noruega. Té 4.136 habitants (2016) i la seva superfície és de 1.062,78 km². El centre administratiu del municipi és el poble de Prestestranda. Va ser establert l'1 de gener de 1938.
El centre administratiu de Drangedal, Prestestranda, està situada al costat del llac Tokevann. El govern municipal es troba allí juntament amb les escoles primàries i secundàries, centres comercials, i un banc. L'estació de tren de Drangedal també troba a Prestestranda i és servida per la línia de ferrocarril d'Oslo a Kristiansand, la línia de Sørland.
És possible practicar l'esquí alpí i de fons a l'àrea de Drangedal, a l'estació d'esquí més gran de Telemark.

## Informació general

### Nom
La forma en nòrdic antic del nom era Drangadalr. El primer element és probablement el genitiu plural de drangr m 'pic de la muntanya'. L'últim element és darl, que significa 'vall'.

### Escut d'armes
L'escut d'armes és modern. Se'ls va concedir el 1989. L'escut mostra dos copes de pi de color daurat sobre un fons verd.